# Franc Gabrejna
Franc Gabrejna, slovenski duhovnik, * 1. oktober 1897, Unec pri Rakeku, † 15. november 1943, Ajdovščina.

## Življenje
Rodil se je na veliki kmetiji, njegov oče je bil po poklicu cerkveni ključar, bil je najstarejši od dvanajstih otrok. Osnovno šolo je končal na Uncu, gimnazijo v Ljubljani, še pred zaključkom je bil vpoklican v služenje v vojski med prvo svetovno vojno. Zaradi bolezni se je predčasno vrnil domov.
Po izobraževanju v semenišču je bil 18. julija 1920 posvečen v duhovnika v Ljubljani. Po posvečenju je bil dve leti kaplan v Studenem, nato dve leti v Hrenovicah, eno leto je bil župnijski upravitelj na Otlici, nato  od leta 1925 v Podkraju, od leta 1939 pa je bil župnik v Lozicah pri Podnanosu.
Po kapitulaciji Italije je tudi Primorsko zasedla nemška vojska. V dnevniku dekana Alojzija Novaka (t. i. črniška kronika) (nejasnno v viru) je zapisano "22. november 1943: ... pretekli teden so našli na ajdovskem letališču župnika iz Lozic Gabrejna z razbito črepinjo mrtvega. Menda so ga ubili Nemci, ker ni bil dovolj prijazen z njimi, ko so iskali stanovanja v župnišču."
V kroniki Podnanoške župnije piše: "13. novembra 1943 popoldne ob dveh je bil loziški župnik Franc Gabrejna odpeljan v Vipavo. 15. novembra je bil odpeljan v Ajdovščino in tam ustreljen. 19. novembra je bil najden v Ajdovščini in zvečer odpeljan na Lozice in tam 21. novembra pokopan. Župnik Janez Kovač, Podnanos."
Na Franca Gabrejno naj bi njegova gospodinja v župnišču, kot simpatizerka OF, vplivala tako, da ga je prepričala v odklonilen nastop do nemških vojakov. Po drugih virih naj bi ona ovadila župnika Nemcem, da simpatizira z OF. 
Tretji vir trdi, da naj bi nemški vojaki v vasi našli pisalni stroj, osumljeni pa naj bi obtožil, da mu ga je dal župnik, po čemer so ga odpeljali pod sumom, da je z njim razmnoževal reklamne letake OF.
Februarja 1944 so njegovi domači sklenili, da ga prepeljejo na domače pokopališče na Unec. Ob prekopu so videli, da je bil ob smrti oblečen v talar, v obraz pa je bil skoraj do nerazpoznavnosti iznakažen. 
V župniji na Uncu je večja tabla Dobrega pastirja, ki je postavljena v spomin na njegovo novo mašo. Njegovo ime je bilo na odstranjeni spominski plošči duhovnikom žrtvam fašizma na Brezjah.